# 포이닉스 (일리아스)

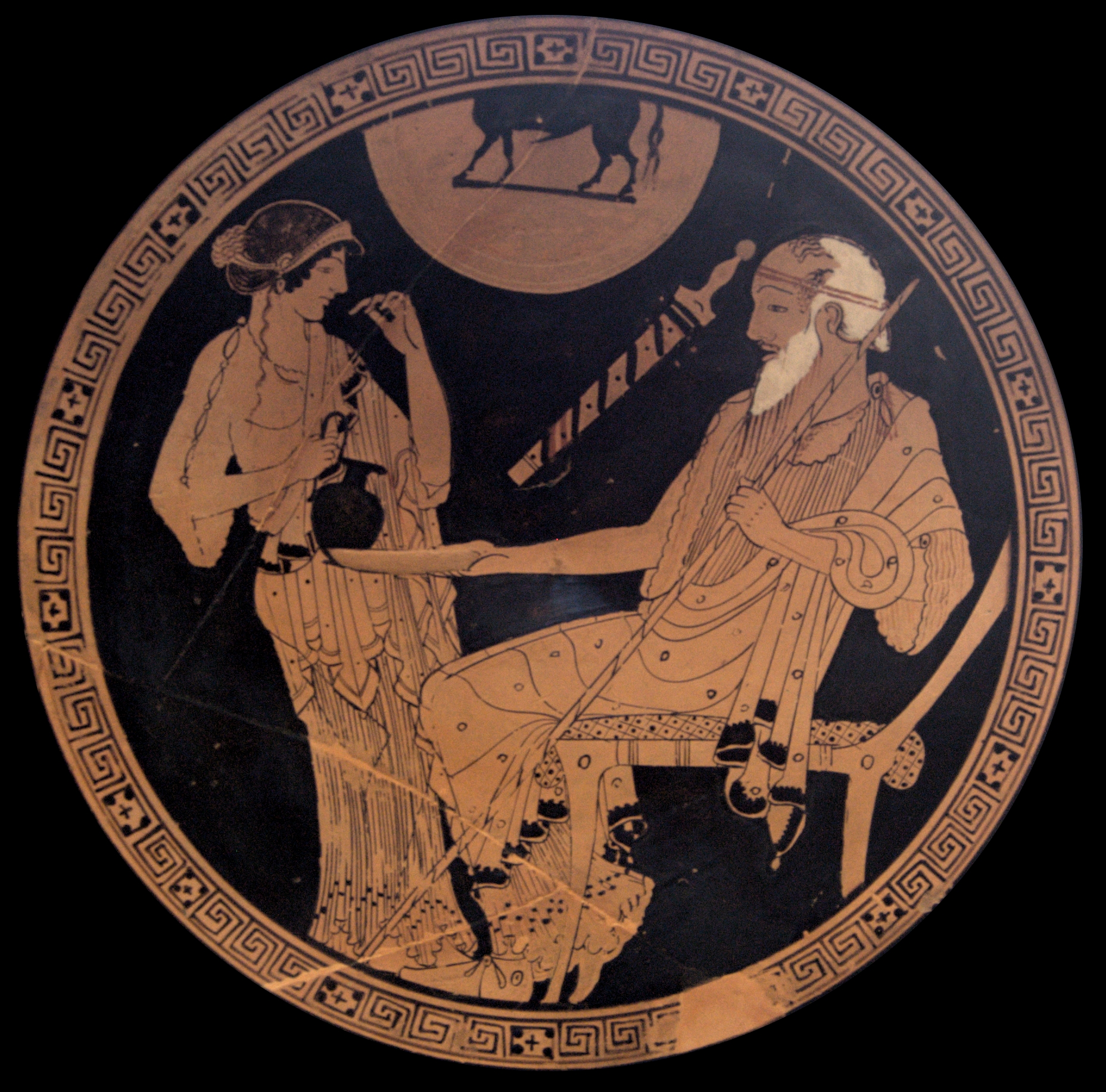

포이닉스(그리스어: Φοῖνιξ)는 그리스 신화에서 트로이아 전쟁에 참가한 그리스 진영의 장군 중 한 사람이었다. 아킬레우스와 함께 뮈르미돈 부대를 이끌고 참전한 장군이었다.
그는 아뮌토르의 아들이었다. 아버지가 아뮌토르가 첩을 들이자 화가 난 포이닉스의 어머니는 아들에게 아버지의 첩과 동침하라고 청했다. 그는 어머니의 간청에 따라 아버지의 첩과 정을 통하고 그로 인해 아버지의 저주를 받고 그리스 땅을 떠나 아킬레우스의 아버지 펠레우스에게 도망쳐서 그곳에서 돌로페스족을 다스렸다. 그는 노령의 나이에도 불구하고 트로이아 원정에 참가했다.
포이닉스는 호메로스의 일리아스 제9권에서 아킬레우스의 참전을 권유하기 위해 아킬레우스의 막사로 설들하러간 세 명의 장군(오딧세우스, 큰 아이아스와 함께) 중 한 명이었다. 그는 아킬레우스를 설득하면서 자신이 참가하였던 칼리돈의 멧돼지이야기와 멜레아그로스가 전투에 참가하기를 거부하다가 마음을 돌리고 다시 싸우게 된 이야기를 해준다. 그럼에도 아킬레우스의 아가멤논에 대한 화는 풀리지 않고 아킬레우스는 포이닉스에게 빨리 자라고 재촉한다.
한편 파트로클로스의 시체를 둘러싸고 전투가 치열할 때 여신 아테나는 포이닉스의 모습으로 변해서 그리스 병사들에게 격려하기도 했다.(일리아스 제17권)
포이닉스는 베르길리우스의 아이네이스에도 잠깐 등장한다.